# Ecnomus tillyardi
Ecnomus tillyardi là một loài Trichoptera trong họ Ecnomidae. Chúng phân bố ở miền Australasia.